# M30 (звезден куп)
Вижте пояснителната страница за други значения на M30.
M30 (NGC 7099) е кълбовиден звезден куп, разположен по посока на съзвездието Козирог. Открит е от Шарл Месие през 1764 г.
М30 е плътен куп, разположен на 26 000 св.г. от Земята. Линейният му диаметър е 75 св.г.. Най-ярките му звезди са червени гиганти с видима звездна величина +12.1.
Според наблюденията на Шарл Месие, М30 е „кръгла мъглявина“. Първи е отделил звездите в купа Уилям Хершел, през 1784 г.